# Marta Wrzesińska
Marta Wrzesińska (ur. 3 kwietnia 1986) – polska siatkarka, grająca na pozycji atakującej, grająca w latach 2000–2003  w juniorskiej reprezentacji Polski.

## Kariera
- MOS Opole
- SMS Sosnowiec
- Sokół Chorzów[1]
- Dalin Myślenice
- KPSK Stal Mielec
- AZS Białystok[2]
- LTS Legionovia Legionowo